# Doloclanes alcmeon
Doloclanes alcmeon är en nattsländeart som beskrevs av Schmid 1991. Doloclanes alcmeon ingår i släktet Doloclanes och familjen stengömmenattsländor. Inga underarter finns listade i Catalogue of Life.